# Leptocarydion vulpiastrum
Leptocarydion es un género monotípico de plantas herbáceas perteneciente a la familia de las poáceas. Su única especie: Leptocarydion vulpiastrum (De Not.) Stapf, es originaria de Etiopía.

## Descripción
Plantas anuales; vagamente cespitosas o decumbentes (rara vez, raíces en los nudos) tallos de 13-130 cm de alto; herbáceas; ramificado  o no ramificado arriba. Los culmos de los nodos glabros. Entrenudos  sólidos. Plantas desarmadas. Los brotes jóvenes intravaginales. Hojas no agregadas basales;  no auriculadas o auriculadas (en la base de la hoja) láminas de las hojas lanceoladas a ovadas ; amplias de 4-15 mm de ancho; cordadas, o no cordadas, no sagitadas; planas o enrolladas; sin glándulas multicelulares abaxiales;  persistente. La lígula es una membrana con flecos; truncada; de 0,3 a 0,4 mm de largo. Contra-lígula ausente.
. Plantas bisexuales, con espiguillas bisexuales; con flores hermafroditas.

## Taxonomía
Leptocarydion vulpiastrum fue descrita por Otto Stapf y publicado en Flora Capensis 7: 648. 1900.
Etimología
Sinonimia
- Diplachne alopecuroides  (Steud.) Eyles
- Diplachne vulpiastrum (De Not.) Schweinf.
- Leptocarydion alopecuroides (Steud.) Stapf
- Rhabdochloa vulpiastrum De Not.
- Triodia vulpiastrum (De Not.) K.Schum.
- Uralepis alopecuroides Steud.[2]